# 邵佩玲
邵佩玲（1957年12月9日—），台灣女演員，第17屆金馬獎最佳女配角。

## 生平
邵佩玲的姐姐邵佩瑜是大鵬劇校出身的程派青衣，曾拍過電影，1970年代進入台視演戲，邵佩玲也跟隨姐姐腳步踏入演藝圈。1977年她參加台視新人獎歌唱比賽，次年她再參與台視製作人勾峰主辦的連續劇《少年遊》新人徵選，成為台視基本演員。邵佩玲影、視、歌、主持四棲，在電影與電視劇多半演女主角，1980年便以《茉莉花》奪得金馬獎最佳女配角，星途可謂一帆風順。
2000年以後邵佩瑜漸漸淡出演藝圈，2008年她在苗栗縣頭份鎮開設了日式料理店。

## 演出作品

### 電影
- 中國針灸（1973）
- 沙灘上的月亮（1978）
- 我踏浪而來（1978）
- 踩在夕陽里（1978）
- 真假姻緣（1979）
- 尋夢的孩子（1979）
- 彩霞滿天（1979）
- 醉八仙拳（1980）
- 絕代英雄（1980）
- 金盞花（1980）
- 茉莉花（1980）
- 離別鈞（1980）
- 英雄對英雄（1981）
- 雲知道你是誰（1981）
- 上海大亨（1982）

### 電視劇
- 台視 周三劇場《一雙鞋》飾 翠兒
- 台視 周三劇場《小鎮風雲》飾 方景芸
- 台視 周三劇場《神探劇集－新娘失蹤了》飾 楊琴玲
- 台視《少年遊》（1978）
- 《狀元郎》（1978）
- 華視《何處是兒家》（1983）
- 台視《天眼》（1989）飾 美鳳(林光華妻)
- 華視《大兵日記》（1990）飾 陸母(秋月)
- 台視《末代兒女情》（1990）
- 華視《劉伯溫傳奇》（1992~1996）
- 華視《包青天－天下第一莊》（1993）飾 吳珍娘
- 華視《包青天－踏雪尋梅》（1993）飾 二鳳
- 華視《包青天－乞丐王孫》（1994）飾 三姨太
- 公視《大醫院小醫師》（2001）飾 楊格母
- 華視《狂愛龍捲風》（2003）飾 趙家樂母
- 公視《心星的淚光》（2009）飾 顏母

## 外部連結
- 邵佩玲在互联网电影资料库（IMDb）上的資料（英文）（英文）
- 邵佩玲在香港影庫上的簡介
- 邵佩玲在时光网上的簡介（简体中文）
- 邵佩玲在豆瓣上的资料（简体中文）